# Rover P3
Der Rover P3 ist eine viertürige Limousine der Rover Company und wurde zwischen 1948 und 1949 hergestellt.
Mit dem P3 kamen Motoren mit obenliegenden Einlassventilen und stehenden Auslassventilen (oise – overhead inlet/side exhaust, IOE), die seit den späten 1930er-Jahren in Entwicklung waren. Es gab zwei Versionen: Der Rover 60 hatte einen Vierzylinder mit 1.595 cm³ und der Rover 75 einen Sechszylinder mit 2.103 cm³. Das Getriebe und der traditionelle Rover-Freilauf wurden unverändert vom Vorgängermodell übernommen.
Es wurde ein dem Motor angemessenes Fahrzeug entwickelt. Obwohl die Karosserie im Styling dem Rover 12 und Rover 16 entsprach, waren viele Karosseriebleche neu, allein die Kotflügel und die Motorhaube wurden vom Typ 12 unverändert übernommen. Das Auto war außen 16 mm breiter als der Typ 16, durch bessere Raumausnutzung wurden zusätzlich 60 mm Innenbreite gewonnen. Der neue Wagen hatte einen um 115 mm kürzeren Radstand. Ebenfalls neu – und erstmals bei einem Rover eingesetzt – war die Einzelradaufhängung vorne, aber es blieb bei teilhydraulischen Bremsen. Anstatt eines kompletten Fahrgestells hatte der Wagen einen vor der Hinterachse endenden Rahmen, und die halbelliptischen Blattfedern waren an die Karosserie montiert. Dies sorgte für einen größeren Federweg an der Hinterachse und somit für ein besseres Fahrverhalten.
Es gab zwei Karosserieversionen, eine leichte sechssitzige Limousine und eine leichte viersitzige "Sportlimousine".
Die Autos waren mit Preisen von 1080 GBP für den "60" und 1106 GBP für den "75" als teuer anzusehen. Wegen Produktionsproblemen zu Anfang der Nachkriegszeit und den Schwierigkeiten bei der Rohstoffbeschaffung war eine allzu große Produktion von Autos nie geplant. Es wurden 1274 Exemplare vom Rover 60 und 7837 Rover 75 gefertigt, bis das Auto 1949 vom völlig neu entwickelten Rover P4 abgelöst wurde.